# José del Patrocinio Romero Jiménez
José del Patrocinio Romero Jiménez (Torrecampo, Córdoba; 7 de marzo de 1935 - Madrid; 4 de noviembre de 2006) fue un pintor y poeta español.

## Nacimiento e infancia (1935–1944)
José del Patrocinio Romero Jiménez, nace el 7 de marzo de 1935 en Torrecampo, en el seno de una familia humilde, fruto del matrimonio contraído entre dos jóvenes naturales y vecinos de la villa, Patrocinio Romero Amat y Bernardina Jiménez Herrero. Su vida estuvo sustancialmente marcada por ser el único varón y cuarto de seis hermanos. Su niñez transcurre de forma tranquila, a pesar de la guerra civil española, hasta que el 6 de octubre de 1939, se produce el fallecimiento de su padre, a los 48 años de edad, al ser atropellado por un vehículo militar en la carretera de Almodóvar del Río.
Si al fallecimiento de su padre, le añadimos que a su madre no se le reconoció el estado de viudedad hasta 1945, y por lo tanto no podía recibir ayudas sociales por este motivo,  provoca que su familia tenga que luchar por sobrevivir. 
Sus primeros recuerdos de Torrecampo son de los duros primeros años de la posguerra: los odios, los miedos, las viudas, que daban un tono oscuro, por las vestiduras de sus mujeres,  al vivir cotidiano del pueblo, y sobre todo el hambre, que su familia intentaba apaciguar gracias a lo poco que podían sembrar, con mucho trabajo, en dos pequeños trozos de terreno y, por encima de todo, a la rebusca en el campo.

## Primera salida a Córdoba (1944–1949)
En  septiembre de 1944 sale por primera vez de Torrecampo para operarse del oído derecho en el Hospital de agudos de Córdoba, con veintiséis pesetas que juntó gracias a familiares y vecinos. Estando en el hospital le descubren a tiempo una meningitis, y gracias a ello solamente perdió el olfato. Al año siguiente, tras salir del hospital y mientras le daban plaza en el colegio de auxilio social de San Rafael empieza a trabajar como repartidor de carne en Córdoba, callejeando miles de horas por los barrios de la ciudad. 
Estando en Córdoba, en 1946, empieza a sentirse atraído por la pintura al contemplar una copia de la Dolorosa de Murillo en una exposición organizada por los presos de la cárcel, y comienza a dibujar cosas del mundo colegial, tratando de seguir a Rafael Reus González, un compañero mayor que dibujaba primorosamente.
Es destinado al colegio de auxilio social de San Gonzalo en 1948 pero debe abandonarlo pronto, al cambiar la fecha tope de permanencia, de los dieciséis años hasta los catorce, y vuelve a Torrecampo, pero al año siguiente regresa a Córdoba para examinarse de ingreso en la Segunda enseñanza, con ochenta pesetas en el bolsillo. Al no gastar ni una peseta de su fortuna compra sus primeros pinceles y colores al óleo y pinta su primer cuadro, una copia de la Dolorosa de Murillo, la misma que había contemplado unos años antes en la exposición de la cárcel de Córdoba.

## Regreso a Torrecampo y salida a Madrid (1949–1961)
En 1950 empieza a trabajar en la Hermandad de Labradores de Torrecampo, y sigue pintando en los ratos libres, pero sigue buscando de forma angustiosa y constante una oportunidad que le permita salir del pueblo en busca de nuevas miras. Dicha oportunidad llega en 1954 de la mano de Manuel Romero Ortega, excelente escultor torrecampeño, y como destino la Imaginería Castellana. Es la época de formación de su pincelada a base de decorar imágenes en serie y tallas de calidad. Al año siguiente cierra la imaginería y continúa durante algún tiempo restaurando imágenes y tallas. Después del trabajo, incansable, dibuja y pinta en la habitación alquilada en la Calle Topete (cerca de Cuatro Caminos) tomando prestado un apellido y firmando los cuadros como Romero de Torrecampo.
En 1957 es contratado como administrativo en SEAT y sigue dedicando en tiempo libre a pintar y escribir. Se ve atraído por las exposiciones de la época y las galerías de arte situadas en torno a la Plaza de las Cortes y que después fueron emigrando hacia la zona de Serrano. Cuatro años después ingresa en la Escuela Central de Bellas Artes de San Fernando, principalmente  porque pintar con modelo había sido siempre una ilusión para él. Todavía se conservan cientos de dibujos de aquellos años de testarudo aprendizaje.

## La cibernética y su familia (1962-1977)
En 1962 se encuentra con el mundo de la informática (cibernética como se denominaba entonces) en sus tiempos heroicos, y sin abandonar los pinceles, se convierte en un pionero en España de la programación y gestión de cerebros constituidos a base de válvulas de vacío. Es una época de muchos viajes por España (Barcelona, Oviedo, Sevilla, Córdoba, La Coruña, Lugo… ) y Europa (Francia, Grecia, Italia… )
En 1970 se casa en la Iglesia de San Sebastián (Torrecampo). Fruto del matrimonio empiezan a llegar los hijos.
Se matrícula en 1971 en el Instituto de Informática, que a la postre sería la actual Facultad de Informática dependiente de la Universidad Politécnica de Madrid, y va obteniendo los títulos de Programador de Aplicaciones (1971), Programador de Sistemas (1972), Analista de Aplicaciones (1973), Analista de Sistemas (1974) y Técnico de Sistemas (1975).
En 1972 recopila todos los versos dispersos en siete libros Juegos, Varia, Sueños,  Amores y amoríos, Jardín íntimo, Coplas y Sentires y recuerdos y tres años después, a los cuarenta años, toma la decisión de dedicar más tiempo a la pintura y dar a conocer su obra. Para ello deja los trabajos de asistencia técnica que hacía y comienza a prepara su primera exposición.

## Primeras exposiciones (1978-1980)
En 1978 escribe Almaciguero de coplas y en junio expone por primera vez y de forma individual sus óleos en la galería de arte Serrano`19 en Madrid con la serie de cuadros titulada Recuerdos. Los cuadros están realizados con una técnica puntillista muy elaborada y representan cada uno de ellos una anécdota vivida o sufrida.
Son recuerdos poco amables de su infancia de una España prácticamente ya desaparecida. La exposición es acogida con gran entusiasmo e interés por la crítica pictórica:

[...] artista original y profundo que [...] a medida que se ve la exposición [...] nos va en-volviendo una atmósfera escalofriante, las multitudes o grupos se apoderan de nosotros [...]. Pintor que se apodera del alma, que bucea en la pena. [...]
Conchita de Kindelán. (28-6-1978). Galeria Serrano´19: J.R. de Torrecampo. Pueblo

[...] su obra contacta con los tipos zabaletescos de Quesada, las máscaras solanescas y las ironías esperpénticas de Mateos y Radial. El modo de hacer de Torrecampo es personalísimo. Sus personajes, con deliberadas reiteraciones faciales, sin producto de una concienzuda elaboración puntillista [...].
Antonio Cobos. (6-7-1978). Galería Serrano´19: Pinturas de Torrecampo. Ya.

[...] es un pintor ya hecho, aunque sea esta la primera vez que sale con aire de maestro al público. [...] su pintura parte de un realismo pintoresco, puntillista, anecdótico, de fisionomía sorprendida y caricaturesca algo a la zaga de Solana, pero ennoblecida y embellecida por la alegría del color. [...]tiene garra y un futuro lleno de promesas mayores.
Juan Latino. (23-7-1978). Pinturas de J. R. Torrecampo en Madrid. Córdoba.

En 1979 toma definitivamente el nombre artístico de Torrecampo, exponiendo nuevamente en noviembre en la galería de arte Serrano´19 en Madrid, con la serie de cuadros titulada Recuerdos. Los cuadros de la exposición siguen siendo recuerdos de la infancia vistos de una forma fantástica, pero con un credo pictórico muy simple: un cuadro narra una anécdota, el dibujo es recio para acentuar la expresividad, la ejecución es laboriosa. 
La exposición vuelve a tener una notable aceptación por parte de la crítica.

Pintura elaborada, pensada, trabajada. Pintura narrativa, distante y distanciada, para narrar la anécdota sin que los sentimientos enturbien la razón. Torrecampo  intenta encontrar su camino, lo busca en su interior huyendo de la vida. Recuerdos, credos, ideas, conclusiones. Su mundo es sólo suyo, es un mundo sin ojos y sin nervios. […]
Mario Antolín. (13-11-1979). Galería Serrano´19 (Torrecampo). El imparcial

[...]Dotado de gran sensibilidad y originalidad pictórica, sus personajes sienten, palpitan emociones representadas esquemáticamente al desnudo mirándose hacia dentro. Colores sobrios, líneas puras, concienzudo y puntillista en la elaboración de sus cuadros, logra emocionar y enternecer. […] 
Sol García-Conde. (16-11-1979). Dos Jóvenes pintores en Serrano´19. Cinco Días

En octubre de 1980 expone sus óleos en el Club Internacional de la Prensa de Madrid con la serie de cuadros titulada Los ciegos. Los veinticinco cuadros presentan una técnica muy trabajada y pensada.

## El Cante flamenco y la Música (1981)
En 1981 termina de escribir Coplas de Torrecampo y empieza a interesarse por el flamenco, sus cantes, la poesía de sus coplas y empieza a escribir Retablo flamenco, una serie de coplas flamencas, que pueden ser cantadas, en setenta cantes diferentes, desde la Alborea hasta el Zorongo y que no completaría hasta 1984. El tema, el cual asocia a los desheredados: peregrinos, parados, caminantes, perseguidos,… le proporciona cientos de bocetos que concreta en unos setenta cuadros que forman la serie Cante Flamenco.
En octubre de 1981 expone, por primera vez fuera de Madrid, en la  sala de exposiciones de la Excelentísima Diputación Provincial de Cáceres con la serie La Música. Esta serie de cuadros ejecutados con una técnica minuciosa supone un paréntesis en la pintura de recuerdos de la infancia. 
La crítica extremeña se vuelve a ver sobrecogida e interesada por su obra:

[...] amante de los grises en cuanto a temas y cromatismo. […] Gusta de las masificaciones ordenadas con abundantes rostros humanos a las que saca expresiones de comunes senti-miento[…]. Serie de vivencias que plantea con los mismos personajes y en nuestra opinión muy al modo narrativo […] Parece entreverse orden y pulcritud en las personas atraídas por místicos sentimientos ancestrales.
Agustín Orozco Avellanada. (19-10-1981). La pintura de Torrecampo. Extremadura

[…]  “Todos los cuadros tienen un argumento musical. Han sido pintados para ser expues-tos únicamente en Cáceres y ejecutados con técnica minuciosa” confiesa el autor en el catálogo. […]
(2-10-1981). Exposición de temas musicales de Torrecampo. Extremadura

## Las horas y los días y La Maternidad (1981-1982)
En noviembre de 1981 expone en la galería de arte El David (Madrid) con la serie Las Horas y los Días. Con esta serie de cuadros pasa de una técnica puntillista a una técnica más rápida y vuelve a tomar los recuerdos de la infancia. Las horas, el ritmo diario del pueblo, era marcado por las campanadas de las misas y los toques ordinarios y extraordinarios, mientras que los días los imponían las fiestas de guardar.
En 1982 escribe Almaciguero de coplas, Cantos de ausencias, Cantos de esperanza, Serranas y cantares serranos y Raíces, hojas y tallos (y en octubre expone en la sala de exposiciones de la Caja de Ahorro Provincial de Toledo, situada en el Palacio de Benacazón (Toledo), con la serie de cuadros, La Maternidad.
En 1983 termina de escribir Luces y reflejos, Sombras y penumbras y Sevillanas de Nuestra Señora de las Veredas y, en agosto, durante la semana cultural, realiza una exposición antológica en la Ermita de Jesús (Torrecampo).
En 1984 termina de escribir Amapolas en el asfalto, Palabras y gritos, Silencios y murmullos y Retablo flamenco y empieza la serie de cuadros sobre La Biblia, unos de sus proyectos más queridos, más de cien cuadros sobre temas y personajes bíblicos. 
En mayo, expone en la Aulas de Arte Iberoamericanas de Madrid con la serie de cuadros El Rastro de Madrid. El Rastro de Madrid fue una de sus escuelas, donde aprendió que algunas veces lo mejor está por los suelos.
En 1985 escribe Mínima, un libro de versos sobre objetos cotidianos y al año siguiente realiza la exposición privada de la serie de cuadros Cantes flamencos y escribe tres dramas: La bicha, Los cuervos y La noria y una obra infantil: El bosque mágico.
En 1989 comienza una serie de cuadros sobre La Droga, intentando mostrar el mundo de luces desde el punto de vista del drogadicto y el de sombras que se vislumbra desde el exterior.
En 1990 sigue pintando de forma apasionada y escribe Prados floridos, un libro de poemas que dan una visión del mundo a través de las flores.

## La libertad (1992-1996)
Por fin llega la ansiada libertad al jubilarse en 1992, pues supone poder dedicarse plenamente a la pintura, lo cual le permite comenzar su proyecto de cuadros sobre El Zodiaco, y escribir durante los ratos libres.
Al año siguiente escribe Sala de espera, un libro de versos que supone una meditación sobre la muerte y su pintura pasa de la esencialidad al detalle, consolidándose en 1994 en la serie de cuadros Mi colección, una serie de autorretratos de la pintura universal a los que aporta un homenaje creado de forma exclusiva para cada uno de ellos.
En abril de 1995 fallece su madre, Bernardina Jiménez Herrero, su pan como él tantas veces la llamaba. Pocos panes se pueden ver en sus dibujos y cuadros donde no le brindara un sentido homenaje a su madre plasmando unas iniciales B.J. sobre ellos.
En mayo de 1996 viaja a Guatemala para captar sensaciones para su proyecto de cuadros denominado Las Américas.

## Exposición antológica (1997-1999)
En octubre de 1997 realiza una exposición antológica, por primera vez en Andalucía, en el patio barroco del Palacio de la Merced, sede de la Diputación Provincial de Córdoba. Los cuadros de esta exposición se expusieron de forma itinerante por seis pueblos de Córdoba al año siguiente. La exposición recibe gran aceptación por parte de la crítica cordobesa:

[...] realismo profundo [...] que “practica unos sentimientos vivos que siempre dicen algo”. En la antológica están representadas casi todas sus facetas.
(12-10-1997). Torrecampo muestra sus recuerdo de infancia. Córdoba

[...] antológica de casi 50 años que lleva dedicado a la pintura, bajo el título Retrato de una vida. [...] abre por primera vez una exposición en Andalucía. [...] Una serie de cuadros muestra la tragedia de la posguerra española que el autor vivió en su niñez y luego hay una parte más amable donde expone una docena de los mejores autorretratos de la pintura universal.
(13-10-1997). Retrato de una vida. El País

## Los últimos años (1999-2006)
En el año 2000 comienza a colaborar en El Celemín, la revista de vida y cultura de Torrecampo, editada por la Asociación PRASA Torrecampo, primero con sus artículos sobre Arte vivo (Las piedras, Los surcos, Las paredes, Las raíces), luego con la serie Un cuadro, una historia (Despertando a San Juan, La piedra del judío, El toque de ánimas, La noche de difuntos, El rosario de la aurora, ¿A quien le va?, Las Corazonas), y finalmente con la selección de poemas denomina A granillo (Sombras y penumbras, Palabras y gritos).
En agosto de 2002, coincidiendo con la semana cultural, hace firme su proyecto de realizar una exposición permanente que se iría renovando cada año en el Colegio Público Nuestra Señora de las Veredas (Torrecampo): El autorretrato en la pintura española (2002), Bodegones con historia (2003) y La Biblia: Nuevo testamento (2004).
En el año 2003 empieza a participar en el Certamen de narrativa corta Villa de Torrecampo  organizado por la Diputación de Córdoba, el Ayuntamiento de Torrecampo y la Asociación PRASA Torrrecampo. A su tercera edición presenta el trabajo La piedra del judío, bajo el pseudónimo Eurotas y en su cuarta edición obtiene el premio local, otorgado por la Hermandad de Nuestra Señora de las Veredas, con el trabajo La muñeca de San Isidro, bajo el pseudónimo de Epaminondas.
En el año 2004 comienza a trabajar en dos libros de versos Sueños y Palabras y en una novela La virgen número once y en agosto expone en la Ermita de Nuestra Señora de Gracia (Torrecampo) la serie de cuadros La Virgen María en los museos.
En el año 2006 comienza la serie de polípticos Homenaje a... y en agosto, con motivo de la semana cultural, expone en la Sala Pósito (Torrecampo) la serie de cuadros El autorretrato en la pintura francesa.
José Romero de Torrecampo partió para el Elíseo, con un pincel en la mano, a las 15:35 el 4 de noviembre de 2006.
- Datos: Q5946480